# 264-та піхотна дивізія (Третій Рейх)
264-та піхотна дивізія (Третій Рейх) (нім. 264. Infanterie-Division) — піхотна дивізія Вермахту, що входила до складу німецьких сухопутних військ у роки Другої світової війни.

## Історія
264-та піхотна дивізія почала формування 1 липня 1943 року на території окупованої Бельгії в районі Брюсселя, Льєжа, Шарлеруа, Монса та Нівеля. У серпні перекинута до атлантичного узбережжя Північної Франції, де виконування завдання з протидесантної оборони на ділянці Сент-Омер, Кале, Бландек, Ардр. У жовтні 1943 року її передислокували до Незалежної Держави Хорватії, де була включена до складу сил для проведення антипартизанських операцій на території Хорватії та інших окупованих землях Королівства Югославія.
З другої половини жовтня 1943 до кінця 1944 року активно залучалася до проведення антипартизанських операцій у районі Задар, Шибеник, Спліт і на островах поздовж далматинського узбережжя. Дивізія зазнала нищівного розгрому у боях при Книні у грудні 1944 року і 27 січня 1945 року її передислокували до Данії, де в Хобро розпочався процес відновлення боєздатності. До з'єднання надходили резерви переважно з більшістю особового складу 1928 року народження (термін готовності дивізії визначався 15 травня 1945 року). Лише невелика частка старої дивізії в Східній Ютландії була кістяком формування, оскільки основна частина залишків дивізії, що вціліла, вже була розділена між 11-ю авіапольовою дивізією та іншими підрозділами групи армій «Е». У період з 28 квітня по 4 травня 1945 року дивізія була перекинута в район Любека, де капітулювала у травні 1945 року.

## Райони бойових дій
- Бельгія, Франція (липень — жовтень 1943);
- Югославський фронт (жовтень 1943 — січень 1945);
- Данія (січень — травень 1945).

## Командування

### Командири
- генерал-лейтенант Альбін Наке (нім. Albin Nake) (1 червня 1943 — 18 квітня 1944);
- генерал-лейтенант Отто-Йоахім Людеке (нім. Otto-Joachim Lüdecke)(18 квітня — 15 травня 1944);
- генерал від інфантерії Мартін Гарайс (нім. Martin Gareis) (15 травня — 25 вересня 1944);
- генерал-майор Пауль Германн (нім. Paul Hermann) (25 вересня — 9 жовтня 1944);
- генерал-майор Алоїз Віндіш (нім. Alois Windisch) (9 жовтня — 5 грудня 1944);

### Підпорядкованість
| Час          | Корпус         | Армія          | Група армій (округ) | Штаб             |
| ------------ | -------------- | -------------- | ------------------- | ---------------- |
| 1943         |                |                |                     |                  |
| 20 травня    |                | VI ВК          | —                   | Мюнстер          |
| 22 червня    | LXVII рез.к    | 15 А           | Група армій «D»     | Бельгія          |
| 5 серпня     | LXVII рез.к    | 15 А           | Група армій «D»     | Північна Франція |
| 5 жовтня     | передислокація | 2 ТА           | Група армій «F»     | Хорватія         |
| 12 листопада | XV гк          | 2 ТА           | Група армій «F»     | Далмація         |
| 1944         |                |                |                     |                  |
| 1 січня      | XV гк          | 2 ТА           | Група армій «F»     | Далмація         |
| 2 грудня     | XV гк          | —              | Група армій «F»     | Далмація         |
| 1945         |                |                |                     |                  |
| 1 січня      | XV гк          | —              | Група армій «F»     | Далмація         |
| 27 січня     | переформування | переформування | переформування      | Данія            |
| 7 травня     | переформування | переформування | переформування      | Любек            |

### Склад
| 1944                                   |
| -------------------------------------- |
| 891-й гренадерський полк               |
| 892-й гренадерський полк               |
| 893-й гренадерський полк               |
| 264-й артилерійський полк              |
| 264-й інженерний батальйон             |
| 264-й протитанковий дивізіон           |
| 264-й фузилерний батальйон             |
| 264-й дивізійний батальйон зв'язку     |
| 264-й запасний батальйон               |
| 264-те дивізійне управління постачання |